# Kennedy Simon
Kennedy Simon (* 12. Februar 2000 in Atlanta, Georgia) ist eine amerikanische Leichtathletin, die sich auf den Sprint spezialisiert hat.

## Sportliche Laufbahn
Kennedy Simon besucht seit 2018 die University of Texas at Austin und wurde 2021 NCAA-College-Hallenmeister in der 4-mal-400-Meter-Staffel. 2022 startete sie mit der US-amerikanischen Mixed-Staffel bei den Weltmeisterschaften in Eugene und gewann dort in 3:10,16 min im Finale die Bronzemedaille hinter den Teams aus der Dominikanischen Republik und den Niederlanden.

## Persönliche Bestleistungen
- 200 Meter: 23,07 s (+1,7 m/s), 15. April 2022 in Walnut
  - 200 Meter (Halle): 22,93 s, 4. Februar 2022 in Albuquerque
- 400 Meter: 50,45 s, 9. Juni 2022 in Eugene
  - 400 Meter (Halle): 51,46 s, 12. März 2022 in Birmingham